# 二鴨站
二鴨站（韓語：이압역）是朝鮮民主主義人民共和國平安南道甑山郡二鴨里的一個鐵路車站，属于南洞线。

## 邻近车站
南洞线
丰井站 - 二鴨站 - 乐生站